# Bosnien och Hercegovinas herrlandslag i handboll

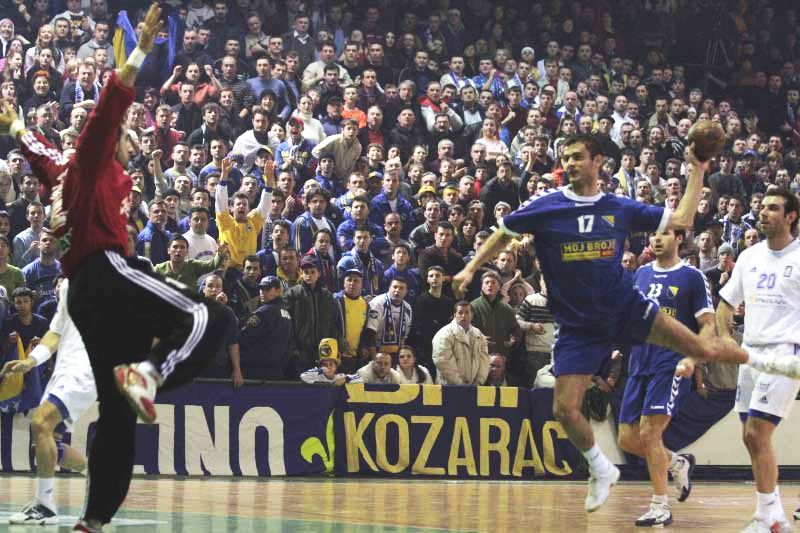
Match mot Grekland 2006.

Bosnien och Hercegovinas handbollslandslag representerar Bosnien och Hercegovina i handboll på herrsidan. Landslaget har sedan 1995 deltagit i kval till EM och VM. Lagets förbundskapten är Dragan Marković.